# Catedral de Cristo Resucitado (Lincoln)
La Catedral de Cristo Resucitado  (en inglés: Cathedral of the Risen Christ ) es el nombre que recibe un edificio religioso que funciona como la iglesia madre de la diócesis de Lincoln, Nebraska, Estados Unidos.
La parroquia catedral tiene sus raíces en la iglesia de la Sagrada Familia, una parroquia fundada en 1926 y organizada en 1932. El 20 de junio de 1963, se inició la construcción de la catedral de Cristo resucitado. La nueva catedral fue dedicada el 18 de agosto de 1965. 
La adoración eucarística ha continuado en la parroquia catedral ininterrumpidamente desde el 1 de octubre de 1959.